# Тараннон Фаластур
Тараннон Фаластур — 12-й король Гондору та перший король, що носив титул «Морського Короля».

## Біографія
Тараннон народився в 654 році Третьої Епохи в сім'ї Сиріонділя. Зійшов на престол Гондору в 830 році. Його дружиною була Берутієль, з чорних нуменорців. Для неї Тараннон побудував будинок під Пеларгіром на березі моря. Берутієль ненавиділа море і між подружжям не було любові; також, у них не було і дітей. У підсумку, Тараннон велів посадити Берутієль на корабель і при північному вітрі, пустити його по волі хвиль геть.
За наказом Тараннона, в Гондорі почали будувати безліч кораблів. Тараннон успішно поширював вплив Гондору на морі, і узбережжі на південь і захід від гирла Андуїну.
Помер Тараннон Фаластур у 913 році й, оскільки не мав власних дітей, то трон Гондору перейшов до його племінника Еарніля I, оскільки брат короля Таркиріан також вже був мертвим.